# Pamela Burford Loeser
Pamela Burford Loeser es una escritora estadounidense galardonada de novelas románticas como Pamela Burford (su nombre de soltera). Tiene escritas 11 novelas románticas actuales (seis de las cuales están traducidas a español). Pam es además hermana gemela de la también escritora romántica, de misterio y erótica Patricia Burford Ryan (Patricia Ryan, P.B. Ryan, Louisa Burton).

## Biografía
Pamela Burford es descendiente de "Little John", el mejor amigo del legendario "Robin Hood". Su tío el doctor Thomas Guy Burford, les regaló a ella y a sus hermanas, Patricia "Pat" y Janice Kay, una colección de muñecas de las esposas de Enrique VIII. Su hermana gemela Patricia Burford Ryan, también escribe novelas románticas, así como de misterio y eróticas.
Pamela ha sido dos veces finalalista del Premio RITA del Romance Writers of America's y del Premio Choice del Romantic Times Reviewers. Ella es la fundadora y antigua presidenta del Long Island Romance Writers, un capítulo del Romance Writers of America, y es una oradora frecuente de conferencias, talleres y librerías.
Pam está casada con el Sr. Loeser, y ellos tienen dos hijos. Ella trabaja como taquígrafa-editorial independiente para editoriales.

### Novelas independientes
- A hard-hearted hero	1997/07
- Jacks are wild	1997/11
- Twice burned	1998/01
- His secret side	1998/04
- A class act	1999/08 (Mi único amor, 2000/10)
- In the dark	1999/11 (En la oscuridad, 2003/06)

### Wedding Ring Series(serie Las cosas del amor)
1. Love's funny that way	2000/12 (Caprichos del amor, 2002/02)
2. I do, but here's the catch	2001/01 (La ley del amor, 2003/03)
3. One eager bride to go	2001/02 (Sueños de amor, 2002/04)
4. Fiancé for hire	2001/03 (Farsa de amor, 2002/05)

### Omnibus in Collaboration
- SUMER HEAT	1998/07 (con su hermana gemela Patricia Ryan)